# Idina Menzel
Idina Menzel (ur. 30 maja 1971 w Nowym Jorku), znana również jako Idina Kim Mentzel − amerykańska aktorka, pisarka tekstów piosenek i piosenkarka.
Najbardziej znana ze swoich ról w pierwszych obsadach musicali Rent i Wicked.

## Życiorys
Urodziła się w rodzinie żydowskiej, jako córka Stuarta Menzela, handlarza i jego żony, Helene, psychoterapeutki. Przodkowie jej rodziców wyemigrowali z Rosji. 
Gdy miała 15 lat, jej rodzice rozwiedli się, a ona zaczęła pracować jako piosenkarka na weselach i bar micwach. Ukończyła Tisch School of the Arts przy New York University.
W swoim dorobku posiada trzy solowe płyty: Still I Can't Be Still (1998), Here (2004) oraz I Stand (2008). Pierwszym singlem z tej płyty jest utwór „Brave”. Piosenka „A Hero Comes Home” znalazła się na ścieżce dźwiękowej do filmu Roberta Zemeckisa Beowulf.
Znana jest również z serialu Glee, w którym zagrała Shelby Corcoran, biologiczną matkę głównej bohaterki Rachel Berry. Ponadto w 2007 zagrała w filmie Zaczarowana. W 2013 użyczyła głosu królowej Elsie w animacji studia Walta Disneya Kraina lodu. W sierpniu 2019 ujawniono, że jest przymierzana do roli macochy w filmie muzycznym Kopciuszek wytwórni Sony Pictures Entertainment, a wkrótce potwierdzono jej dołączenie do obsady. Ponadto nagrała część piosenek na ścieżkę dźwiękową do filmu. Film miał premierę we wrześniu 2021 i zebrał chłodne recenzje.
Ze związku z Diggsem ma syna, Walkera (ur. 2 września 2009).

## Dyskografia
Albumy studyjne
| 1998                        | Still I Can't Be Still - Data: 15 września 1998 - Wydawca: Hollywood Records | –  | –  | –  | - USA: 18 000+  |
| 2004                        | Here - Data: 23 lutego 2004 - Wydawca: Zel Records                           | –  | –  | –  | - USA: 2 000+   |
| 2008                        | I Stand - Data: 29 stycznia 2008 - Wydawca: Warner Bros.                     | 58 | –  | 54 | - USA: 80 000+  |
| 2014                        | Holiday Wishes - Data: 14 października 2014 - Wydawca: Warner Bros.          | 6  | 55 | 42 | - USA: 370 000+ |
| 2017                        | Idina - Data: 23 września 2017 - Wydawca: Warner Bros.                       | 29 | –  | 86 |                 |
| „–” album nie był notowany. |                                                                              |    |    |    |                 |

Albumy koncertowe
| Rok  | Album                                                                       | Pozycja na liście |
| Rok  | Album                                                                       | USA               |
| ---- | --------------------------------------------------------------------------- | ----------------- |
| 2012 | Live: Barefoot at the Symphony - Data: 6 marca 2012 - Wydawca: Warner Bros. | 53                |